# クリミスス川の戦い
クリミスス川の戦いは、紀元前339年に発生したアスドルバルとハミルカルが率いるカルタゴの大軍と、それより小規模なティモレオンが率いるシュラクサイ軍の戦い。ティモレオンはシケリア西部のクリミスス川（従来は南西部の現在のベリーチェ川と推定されていたが、現在では北西部の現在のフレド川と特定されている）付近でカルタゴ軍を奇襲し、大勝した。続いてティモレオンはより小規模なカルタゴ分遣隊にも勝利したため、カルタゴは講和を求めてきた。この平和条約により、シケリアのギリシア都市は復興し、安定した時代が始まった。しかしながら、ティモレオンの死後の紀元前317年にアガトクレスがシュラクサイの僭主となり、再びシュラクサイとカルタゴの戦争が勃発する。
ティモレオンはコリントスの将軍であるが、シュラクサイの反僭主政の市民の依頼を受けて介入し、シュラクサイに民主政治を復活させていた（第二次シュラクサイ包囲戦）。その後ティモレオンはシケリア西部のカルタゴ領を傭兵を用いて襲撃させた。その時点でカルタゴは大軍を準備しており、ティモレオンに反撃するためシュラクサイに向かって進軍を開始した。
カルタゴ軍の兵力は自軍を大きく上回っていたため、ティモレオンはカルタゴ軍がクリミスス川を渡河途中に攻撃した。最初の突撃に対してカルタゴ軍は頑強に抵抗したが、戦闘中に嵐となりこれがシュラクサイ軍を有利とした。カルタゴ軍はその前列が崩れると、全軍が撤退した。シュラクサイ軍は逃走した多くのカルタゴ兵を殺害あるいは捕虜とした。カルタゴはこの戦闘で裕福なカルタゴ市民で構成されていた神聖隊の多くを失った。

## 背景
シュラクサイ市民はディオニュシオス2世の政治による混乱と内戦に苦しみ、コリントス（シュラクサイの親都市）に僭主を追放して街を安定して運営するために将軍を派遣するよう依頼した。コリントス元老院はティモレオンを派遣することを決定した。
紀元前359年、ディオニュシオスはカルタゴと平和条約を結んだ。カルタゴはシケリアの政治的不安定は軍事力の低下をもたらすため、利益を得ていたと思われる。その結果として紀元前345/344年にティモレオンがシケリアに上陸するのを阻止しようとした。複雑な様相を呈した第二次シュラクサイ包囲戦では、ティモレオン、ディオニュシオスおよびレオンティノイの僭主ヒケタスと同盟カルタゴ軍がシュラクサイの異なる地区を占領するという状態となった。この包囲戦を記述した歴史家であるディオドロスとプルタルコスは非常に異なったことを記している。プルタルコスは、ディオニュシオスは早い時期にアクロポリスでティモレオンに降伏してコリントスに追放されたとしており、ディオドロスはディオニュシオスの降伏は包囲戦の最終段階であったとしている。カルタゴ軍は包囲を解いて撤退した。ティモレオンはその後ヒケタスを攻撃してシュラクサイから駆逐した。
ティモレオンは紀元前342/341年にはシケリアの他のギリシア都市を僭主から解放し、自治と民主政を復活させた。また、カルタゴが支配するシケリア西部に傭兵部隊を派遣して襲撃を行わせ、多くの戦利品を得た。ティモレオンの軍の戦力と評価は上がり、自治を認めるとの政策のためにシケリアの他の全てのギリシア都市は自発的にティモレオンに従った。また、シケル人都市やシカニ人都市を含むカルタゴ支配下の都市の多くも、ティモレオンとの同盟を求めて彼に接近した。

## 序幕
カルタゴはティモレオンの成功を脅威とみなし、大規模な軍をリルバイオン（現在のマルサーラ）に送った。プルタルコスによれば、総兵力は7万で、攻城兵器と4頭建て戦車を有していた。カルタゴ軍の規模は、ギリシア都市がティモレオンの下に連合したとしても、全シケリアを征服するに十分であった。ティモレオンの傭兵がカルタゴ領を襲撃したとの報告を受けると、カルタゴ軍はアスドルバルとハミルカルに率いられて、直ちにシュラクサイに向かった。カルタゴの大軍の接近を知ったシュラクサイは恐怖に陥った：ティモレオンが召集できた兵は3,000を超えなかったが、傭兵4,000と共にカルタゴ軍の迎撃に向かった。しかし、行軍の途中で傭兵のうち1,000が軍を離れてシュラクサイに戻ったため、ティモレオン軍の兵力は歩兵5,000と騎兵1,000となった。ティモレオンは8日間の行軍の後、カルタゴ軍が集中しているクリミスス川に到着した。ディオドロスによると、ティモレオンの兵力は12,000であったが、何れにせよカルタゴ軍を大きく下回っていた。

## 戦闘
戦闘は紀元前339年の6月初めに発生した。ティモレオンはカルタゴ軍を見下ろす丘の上に軍とともに陣取った。両軍はクリミスス川で隔たれており、平地部は濃い霧で覆われており、カルタゴ軍野営地を見ることは出来なかった。しかしながら、物音からカルタゴ軍が渡河を始めることは分かった。太陽が高く登り、平野部の霧が晴れると、カルタゴ軍が視認できた。4頭建て戦車を前衛とし、その後方に続く歩兵をギリシア軍はカルタゴ市民兵（神聖隊）と認めた。さらに外国人傭兵が続いていた。カルタゴ軍の一部が渡河し、ティモレオンに攻撃の機会を与えた。ティモレオンは神聖隊がファランクスを組むことを阻止するために、騎兵を先行させることを決定した。
続いてティモレオンは歩兵を指揮して丘を下って平地に向かった。他都市のシケリア・ギリシア兵と傭兵の一部を両翼に配置し、ティモレオン自身はシュラクサイ兵と最良の傭兵から構成される中央部隊を指揮した。カルタゴ軍戦車に阻止され、ギリシア騎兵はカルタゴ歩兵を攻撃できなかった。これを見たティモレオンは、戦車隊を迂回して側面から歩兵に攻撃をかけるように命令した。続いて歩兵を率いて敵軍に突撃した。カルタゴ神聖隊はその丈夫な甲冑と大きな盾を使って頑強に抵抗した。しかし、その時に雹と雨を伴う嵐が起こり、ギリシア側に幸運なことに、風はカルタゴ軍にとって逆風となった。雹と雨はギリシア軍の背中に降り注いだが、カルタゴ軍の顔面を打った。この状況でカルタゴ軍は著しく不利となった。水と泥のため、重装備のカルタゴ兵は効果的に戦うことができなくなった。さらに悪いことに、水かさを増したクリミスス川は一部で氾濫し、平地部には小さな水の流れがいくつも出来た。
ギリシア軍が400名からなるカルタゴ軍最前列を打ち破ると、カルタゴ軍は逃走を始めた。平地部に逃げた兵の多くはギリシア兵に捕捉されて殺された。川を渡って戻ろうとした兵のいくらかは、後続の兵に巻き込まれて混乱し、溺死した。カルタゴ軍の損害10,000の内、3,000がカルタゴ市民であった。カルタゴは通常リビュア、ヌミディアおよびイベリアの傭兵を使っていたため、このように多くの市民を失ったのはこれが初めてであった。少なくとも5,000が捕虜になった。戦死した裕福な市民兵の死体から装飾品を剥ぎ取ったため、ギリシア軍は多量の金銀を獲得した。カルタゴ軍野営地から戦利品を収集するには3日間が必要であった。
ディオドロスは神聖隊の人数を2,500とし、全員が戦死したと述べている。それ以外の兵も10,000が戦死し、15,000が捕虜となった。

## その後
ティモレオンはカルタゴ領を略奪させるために傭兵を残し、自身はシュラクサイに戻った。レオンティノイの僭主ヒケタスとカタナ（現在のカターニア）の僭主マメルケスはカルタゴと同盟した。カルタゴは70隻からなる艦隊と、ギスコが指揮するギリシア人傭兵部隊を彼らの援助に派遣した。この部隊はメッセネ（現在のメッシーナ）近くに上陸したが、ティモレオンの傭兵400に敗北した。しかし、カルタゴ領に入った傭兵部隊はイエタス（en）の近くでカルタゴ軍の待ち伏せを受けて壊滅した。
プルタルコスによると、ティモレオンはダムリアス川の戦いでヒケタスに勝利し、アボルス川の戦いでマメルケスに勝利した。アボルス川ではマゴが率いたカルタゴ軍傭兵部隊が最大の損害を受けた。この敗北の後、カルタゴはティモレオンと和平を結ぶことを決定し、ティモレオンもこれを受け入れた。条件は、カルタゴはリクス川（現在のプラティニ川）以西を領土とすること、シュラクサイに移住を希望するものの財産を保護すること、マメルケスとの同盟を解消すること（その後メッセネに逃れて僭主であるヒッポの保護を受けていた）、であった。ティモレオンがメッセネを海陸から包囲すると、ヒッポは船で脱出しようとしたが捕らえられ、メッセネの住民に死刑にされた。マメルクスはティモレオンに降伏した。ディオドロスによると、ヒケタスに関しては同じであるが、マメルクスとヒッポに関しては異なっている。ディオドロスはティモレオンが追放した他の僭主にも触れているアエトナのカンパニア人僭主、ケントリパエ（現在のチェントゥーリペ）のニコデムス、アギリオン（現在のアジーラ）のアポロニアデスである。
ティモレオンはシケリアにおける僭主同士の戦い、カルタゴとの戦いを終結させたが、彼が死亡すると平和と安定は長くは続かなかった。シュラクサイでは紀元前317年にアガトクレスが僭主となり、紀元前317年にカルタゴとの新しい戦争を開始した。

## 参考資料
Diodorus Siculus (1952). Sherman, Charles L.. ed. Bibliotheca historica (Library of History). 7. Cambridge, Massachusetts: Harvard University Press. ISBN 978-0-674-99428-7
    (1963). Welles, C. Bradford. ed. Library of History. 8. Cambridge, Massachusetts: Harvard University Press. ISBN 978-0-674-99464-5
Plutarch (1918). Perrin, Bernadotte. ed. Parallel Lives. 6. Cambridge, Massachusetts: Harvard University Press. ISBN 978-0-674-99109-5
Talbert, R. J. A. (1974). Timoleon and the Revival of Greek Sicily: 344-317 B.C.. Cambridge, United Kingdom: Cambridge University Press. ISBN 978-0-521-03413-5